# Біла (притока Золотої Липи)
Біла — річка в Україні, у Перемишлянському та Тернопільському районах Львівської та Тернопільської областей, права притока Золотої Липи (басейн Дністра).

## Опис
Довжина річки приблизно 8 км. Висота витоку над рівнем моря — 386 м, висота гирла — 306 м, падіння річки — 80 м, похил річки — 10,0 м/км. Формується з багатьох безіменних струмків та 2 водойм.

## Розташування
Бере початок у селі Біле. Тече переважно на південний схід понад селом Тернівка і на північно-східній околиці села Писарівка впадає в річку Золоту Липу, ліву притоку Дністра.